# 林浩生
林浩生（1965年1月—），廣東省揭陽市榕城區人，中華人民共和國政治人物，1985年12月参加工作，1987年12月加入中国共产党，曾任揭东县副县长、揭东县公安局局长，并在此期间开始收受贿赂。
2017年12月由揭阳市揭东区副区长調任揭阳市司法局局长，2019年1月14日至2020年3月26日任揭阳市退役军人事务局局长。2022年6月24日，在揭阳市外事局局长任上因涉嫌严重违纪违法，接受中国共产党揭阳市纪律检查委员会、揭阳市监察委员会纪律审查和监察调查。2022年9月16日因涉嫌受贿行贿，被开除党籍和公职，移送检察机关處理。